# Nuralagus
A Nuralagus a nyúlfélék egy kihalt neme. Egyetlen ismert fajának, a Nuralagus rexnek fosszíliáit 2011-ben fedezték fel Menorca szigetén. A Nuralagus mintegy 3-5 millió évvel ezelőtt élt és a többi nyúlféléhez képest hatalmasra nőtt, magassága elérte a fél métert, tömege pedig a 12 kilogrammot; egyes példányai 23 kg-osra is megnőttek.

## Megjelenése
A Nuralagus a legnagyobb ismert nyúlféle, tömege hatszorosa volt a mai üregi nyúlnak. Testarányai azonban jelentősen különböztek tőle, feje aránytalanul kicsi és koponyája alapján szemeinek és füleinek méretei is lecsökkentek. Gerincoszlopa viszonylag rövid és merev, az elülső lábaihoz képest a hátsók sem annyival hosszabbak mint a mai nyulaké. Valószínűleg nem tudott ugrani és kevésbé volt mozgékony mint kisebb rokonai. A Nuralagus jellegzetes példája annak a szabálynak, hogy a szigeteken élő, ellenségek nélküli kis emlősfajok mérete megnő, míg a nagytestű fajoké csökken. A nyulakon kívül egy denevér- (Rhinolophus cf. grivensis), egy pele- (Muscardinus cyclopeus) és egy teknősfaj (Cherirogaster gymnesica) is óriásira nőtt Menorcán. Étrendjének nagy részét feltehetően gyökerek és gumók tehették ki. A Nuralagus mintegy 3 millió évvel ezelőtt pusztult ki, amiben szerepet játszhatott az is, hogy a baleári barlangi kecske (Myotragus balearicus) kiszorította élőhelyéről.

## Evolúciója
A Nuralagus ősei akkor érték el Menorca szigetét, amikor 3,3 millió évvel ezelőtt a Földközi-tenger kiszáradt és a Baleári-szigetek szárazföldi összeköttetésbe kerültek az Ibéria-félszigettel. Miután az óceán áttörte a Gibraltári-szorost és újból elárasztotta a Mediterráneum medencéjét, Mallorca és Menorca pedig elszigetelődött.
Rokonsági viszonyait illetően csak kevés információ áll rendelkezésre. Fogazata hasonlított a szintén kihalt Alilepusra, ezért feltételezik, hogy rokonságban állt vele, esetleg az Alilepus volt a közvetlen őse. Ennek az elképzelésnek ellentmond, hogy a Spanyolországban talált Alilepus fosszíliák fiatalabbak, mint a Baleárok elszigetelődésének ideje. Egy másik elmélet szerint a 3-6 millió évvel ezelőtt élt Trischizolagus, amely a mai üregi nyulak őse is lehetett, volt a Nuralagusok közvetlen rokona.

## Fordítás
- Ez a szócikk részben vagy egészben  a   Nuralagus című angol Wikipédia-szócikk ezen változatának fordításán alapul.  Az eredeti cikk szerkesztőit annak laptörténete sorolja fel. Ez a jelzés csupán a megfogalmazás eredetét és a szerzői jogokat jelzi, nem szolgál a cikkben szereplő információk forrásmegjelöléseként.